# Can Paris (Tiana)
Can Paris és una casa noucentista de Tiana (Maresme) inclosa a l'Inventari del Patrimoni Arquitectònic de Catalunya.

## Descripció
És un edifici civil. Inicialment estava format per un sol cos de planta rectangular, al qual s'hi afegiren annexes posteriors en la part del darrere. Avui dia hi ha dos habitatges: un a la planta baixa i l'altra al pis. En el conjunt destaca la balconada del primer pis, amb balustres, les baranes del terrat i el coronament central de la façana, format per un petit frontó de tipus clàssic, amb decoració vegetal al seu interior. Sota aquest frontó hi ha dibuixades les inicials del propietari i constructor (JP), i els elements més representatius de la seva feina: el nivell, la paleta catalana i el martell. Cal destacar dos llums de l'entrada, suportats per dues columnetes de ferro colat.